# رندی بروکس
رندی بروکس (انگلیسی: Randy Brooks؛ زادهٔ ۳۰ ژانویهٔ ۱۹۵۰) بازیگر اهل ایالات متحده آمریکا است.
از فیلم‌ها یا برنامه‌های تلویزیونی که وی در آن نقش داشته است، می‌توان به دنیایی دیگر، سگ‌های انباری، رنگ‌ها و ترور اشاره کرد.